# 小行星20403
小行星20403（20403 Attenborough）是一颗绕太阳运转的小行星，为主小行星带小行星。该小行星于1998年7月22日发现。

## 轨道参数
小行星20403的轨道半长轴为2.9758228 UA，离心率为0.091。